# Vormsi
Vormsi (Zweeds: Ormsö, Duits, hist. Worms) is een eiland voor de westkust van Estland, gelegen tussen Hiiumaa en het vasteland. Bestuurlijk vormt het (met een paar kleine onbewoonde eilanden, waarvan Harilaid, Pasilaid en Suur-Tjuka de grootste zijn) een gemeente en behoort het tot de provincie Läänemaa. De gemeente telde 272 inwoners op 1 januari 2024. In 2011 waren dat er nog 231. De oppervlakte bedraagt 91 km². Vormsi wordt van Hiiumaa gescheiden door de zeestraat Hari kurk en van het schiereiland Noarootsi door de veel smallere Voosi kurk.
Vormsi dankt zijn naam aan de Zweden, die het eiland tot aan de Tweede Wereldoorlog hebben bewoond. Ormsö betekent "slangeneiland". De Zweedse en deels Estland-Zweedstalige bevolking vluchtte in 1944 voor het oprukkende Rode Leger over de Oostzee naar Zweden. De veertien plaatsjes op het eiland hebben doorgaans hun Zweedse namen behouden: Borrby, Diby, Fällarna, Förby, Hosby, Hullo, Kersleti, Norrby, Rälby, Rumpo, Saxby, Söderby, Suuremõisa en Sviby. In de dorpen is veel leegstand: aan de vooravond van de Tweede Wereldoorlog was het inwonertal van het eiland ruim tien keer zo groot als tegenwoordig. Veel buitenlanders, in het bijzonder Zweden, hebben er tweede huizen gekocht.
Vanuit Sviby wordt een veerdienst onderhouden op Rohuküla op het vasteland, dat even ten westen van het stadje Haapsalu ligt. Aan de westkant staat op het eiland de Vuurtoren van Vormsi.
Het voornaamste plaatsje op Vormsi is het centraal gelegen Hullo, waar het gemeentebestuur zetelt. Even ten noorden van Hullo bevindt zich de kerk van Vormsi.
Een groot deel van het eiland is onder de naam Vormsi maastikukaitseala een beschermd natuurgebied.

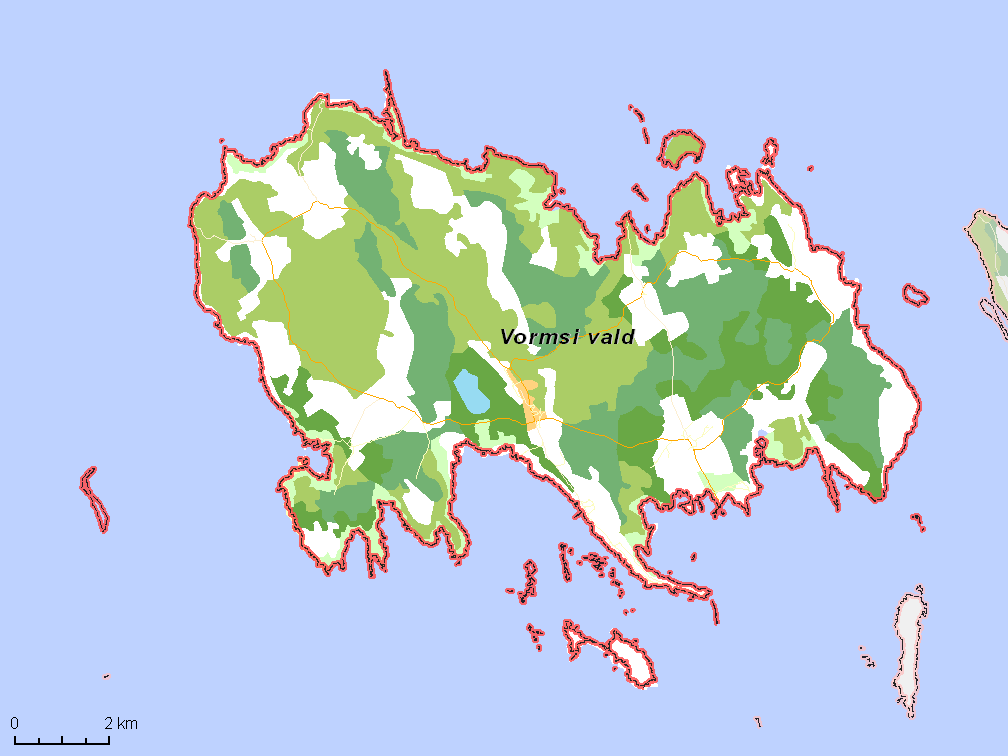
Ligging van de gemeente

Stadsgemeente: Haapsalu 

Landgemeenten: Lääne-Nigula · Vormsi